# 츠케마츠케루
〈속눈썹을 붙이자〉(일본어: つけまつける 츠케마츠케루[*])는 캬리 파뮤파뮤의 1번째 스튜디오 앨범, 파뮤파뮤 레볼루션의 첫 싱글이다. 2011년 12월 7일 공개되었고, 실물 음반으로는 2012년 1월 11일에 워너 뮤직 재팬에서 발매됐다.

## 개요
2011년, 미니 앨범 《여보세요 하라주쿠》로 본격적인 가수 데뷔를 한 카리 파뮤파뮤의 첫 실물 CD 발매 싱글 곡이다. 프로듀싱은 전작과 마찬가지로 나카타 야스타카가 참여하였다. 2011년 12월 7일부터 일본의 음악가 사상 최다인 73개국(일본 포함)을 대상으로 선행 배포를 개시하였다. 
수록곡 3곡은 모두 나카타 야스타카가 작곡 및 프로듀싱을 맡았다. 실물 음반의 경우 초회한정반(포토북 사양), 통상반의 두 가지 형태로 발매되었다. 2013년 2월 기준으로 음악 다운로드 60만 다운로드를 기록하였다.

## CD 아트워크 크레딧
- 스티브 나카무라: 아트 디렉터, 디자이너
- 코니시 신지: 헤어&메이크업
- 이지마 쿠미코: 스타일리스트
- 한자와 타케시: 포토그래퍼

## 뮤직비디오
뮤직비디오는 그녀의 이전 싱글인 〈PONPONPON〉과 마찬가지로, 다무카이 준이 맡았다. 2011년 12월 7일에 워너 뮤직 재팬의 공식 유튜브 계정을 통해 공개됐다. 뮤직비디오는 2023년 하반기 기준, 유튜브에서 약 6200만회 이상의 조회수를 기록하고 있다. 
안무는 MAIKO, 헤어 스타일링과 메이크업은 토미자와 노보루, 의상은 이지마 쿠미코, 미술장식은 마스다 세바스찬이 각각 담당하였다.
스페이스샤워TV가 주최하는 비디오 클립의 제전 “SPACE SHOWER MUSIC VIDEO AWARDS”으로, 2012년에 발표됐던 중에서 연간 최우수 작품에 맞는 “BEST VIDEO OF THE YEAR”로 선택됐다..

## 수록곡
- 전체 작사 · 작곡 · 편곡: 나카타 야스타카

1. 속눈썹 붙이다(つけまつける) [4:19]
TV 도갓치 “마메시파뮤파뮤” CM 음악
지바 TV 빙 제작 《MUSIC FOCUS》 1월 엔딩 테마
“an”CM 음악
가사는 인조 속눈썹에 대하여 다루는 것이 주가 된다.
2. 캬리 ANAN(きゃりーANAN) [3:18]
구인 정보 서비스 “an” TV CM음악(본인 출연)
3. 체리 봉봉 (extended mix)(チェリーボンボン（extended mix）)

## 발매일
| 지역 | 발매일          | 규격                        |
| ---- | --------------- | --------------------------- |
| 세계 | 2011년 12월 7일 | 휴대전화 단말용 풀버전 배포 |
| 일본 | 2012년 1월 11일 | CD                          |